# Форсанн
Форсанн (норв. Forsand) — коммуна в губернии Ругаланн в Норвегии. Административный центр коммуны — город Форсанн. Официальный язык коммуны — нюнорск. Население коммуны на 2016 год составляло 1238 человек. Площадь коммуны Форсанн — 780,21 км², код-идентификатор — 1129.

## История населения коммуны

Население коммуны за последние 60 лет

Коммуна Форсанн одна из самых больших коммун фюльке Ругаланн по площади. В то же время коммуна одна из самых маленьких среди всех коммун фюльке по численности населения.